# Wera Obermüller
Wera Obermüller lub Wera Obermüllerowa (ur. 4 lutego 1907 w Srebrnikach, zm. 14 listopada 1967 w Bydgoszczy) – czołowa polska szachistka okresu powojennego.

## Życiorys
Około 1925 zamieszkała w Toruniu i z tym miastem związana była aż do śmierci. W szachy nauczyła się grać w wieku 25 lat od swojego męża Stanisława. W 1935 wstąpiła do Toruńskiego Klubu Szachistów, w ówczesnym okresie będąc jedyną w tym klubie szachistką. W latach 1937–1957 siedmiokrotnie wzięła udział w finałach mistrzostw Polski kobiet, zdobywając 4 medale: dwa srebrne (w latach 1949 w Łodzi i 1950 w Toruniu) oraz dwa brązowe (1937 w Warszawie i 1953 w Sopocie). Posiadała tytuł mistrzyni krajowej, który otrzymała w 1953. Była wielokrotną mistrzynią okręgu bydgoskiego kobiet, brała również udział w mistrzostwach mężczyzn, w roku 1945 uzyskując duży sukces w postaci dzielenia I-III miejsca. W 1952 była najlepszą kobietą w licznie obsadzonym turnieju błyskawicznym zorganizowanym pod patronatem "Expressu Wieczornego" w Warszawie. Oprócz gry turniejowej, brała również udział w turniejach korespondencyjnych, m.in. w 1962 w mistrzostwach Europy.
29 października 1967 wystąpiła w Bydgoszczy w eliminacjach turnieju błyskawicznego z okazji dnia Ludowego Wojska Polskiego. Po przerwie obiadowej niespodziewanie zasłabła i została odwieziona do miejscowego szpitala, gdzie po 17 dniach nagle zmarła. Po śmierci została przewieziona do Torunia i pochowana na cmentarzu św. Jerzego.